# Municipalité de district
Une municipalité de district est une désignation pour une classe de municipalités fondées à divers endroits, dont le Canada, la Lituanie, et l'Afrique du Sud.

## Usage en Afrique du Sud
En Afrique du Sud, les municipalités de district sont des divisions administratives d'une province. L'Afrique du sud reconnait deux types de district; un district métropolitain et une municipalité de district. Les municipalités de district couvrent la vaste majorité des districts, alors que les districts métropolitains sont réservés pour les grandes cités et les territoires environnants.

## Usage au Canada
Au Canada, l'organisation municipale est de juridiction provinciale. Seules deux provinces utilisent par conséquent cette forme juridique d'entité municipale, soit la Colombie-Britannique et l'Ontario.

### Usage en Colombie-Britannique
Dans la loi provinciale de Colombie-Britannique, les municipalités peuvent être désignées « municipalités de district » si lors de l'incorporation du territoire devant être incorporé, celui-ci est plus grand que 800 hectares (8 km²) et a une densité de population de moins de 5 personnes par hectare (500 personnes par km²). Les municipalités peuvent être incorporées sous différentes classifications sous la direction du lieutenant-gouverneur en conseil, comme c'est le cas avec le district de North Vancouver.

### Usage en Ontario
Actuellement, seulement une municipalité de district existe en Ontario, la municipalité de district de Muskoka. C'était auparavant un district, mais il s'est tourné vers l'urbanisation et le développement, particulièrement celui du tourisme. Il a par conséquent été élevé du rang de « district » à celui de « municipalité de district » pour obtenir des pouvoirs similaires à une municipalité régionale.

## Usage en Lituanie
En Lituanie, les municipalités de district sont au nombre de 43 et correspondent grossièrement aux districts (raïons) hérités de l'administration soviétique. Elles sont plus étendues que les autres types de municipalités du pays.